# ヒスイレディ
ヒスイレディは、新潟県糸魚川市の観光協会が認証する、糸魚川市の観光大使を務める女性のこと。

## 概要
年に一度、糸魚川市役所において認証式が行われる。任期は2年間。毎年3名の市内在住の女性が選ばれ、 合わせて6人体制で活動する。おまんた祭りを皮切りに市内外のイベントや観光キャンペーンなどに参加する。

## 応募資格
糸魚川市内に居住もしくは勤務先がある18歳以上の女性（ただし高校生は除く）自薦他薦は問わない。既婚者も可。

## 制服
当初は翡翠をイメージした緑色であったが、平成17年度から白とピンク色を基調にしたデザインに一新し、現在まで続いている。

## 歴代ヒスイレディ
- 1998年 - 渡辺 美晴
- 2001年 - 富江 さち、小倉 菜穂、大瀬 真知子
- 2002年 - 竹之内 恵美、中川 澄江、銀林 里美
- 2004年 - 斉藤 由佳里、伊藤 克枝、川合 加代子
- 2005年 - 伊藤 えり子、田野 瑠里、井田 真希子
- 2006年 - 本山佳美、水澤 亜美、武藤 希美
- 2008年 - 小池 彩、青木あづみ、白山 美穂
- 2009年 - 川原 めぐみ、武藤 絵、磯部 寛子
- 2010年 - 倉又 美貴、松木 和華子、相澤 珠美
- 2011年 - 本間 杏美、伊藤 真紀、丸山 舞
- 2012年 - 武藤洋子、小竹花野子(かのこ)、佐藤幼菜(わかな)
- 2013年 - 猪又あい、川原也実、吉井志歩
- 2014年 - 小林あゆみ、佐藤真梨菜、久保田智美
- 2015年 - 渡邉夏海、田代友里恵、五十嵐悠里[1]
- 2016年 - 高木咲里依、縄舞[2]
- 2017年 - 相澤笑理、佐藤捺美、嶋田はづき[3]
- 2018年 - 金子実央、牛坊菜穂
- 2019年 - 吉垣咲、伊藤菫、佐々木唯吹
- 2021年 - 伊藤彩乃、渡邉幸、矢嶋花朋